# Šarūnas Jasikevičius
Šarūnas Jasikevičius (), né le 5 mars 1976 à Kaunas, est un joueur puis entraîneur lituanien de basket-ball. Comme joueur, il évolue au poste de meneur.
Jasikevičius est l'un des meilleurs meneurs de son époque : il remporte l'Euroligue à quatre reprises et est le seul joueur à l'avoir emporté avec trois clubs différents. En sélection nationale, il permet à la Lituanie de remporter le championnat d'Europe en 2003, championnat duquel il est élu meilleur joueur.
Jasikevičius réussit une belle carrière comme entraîneur du Žalgrisi Kaunas avant de rejoindre, en juillet 2020, le FC Barcelone. En décembre 2023, il devient l'entraîneur du Fenerbahçe SK.

## Biographie

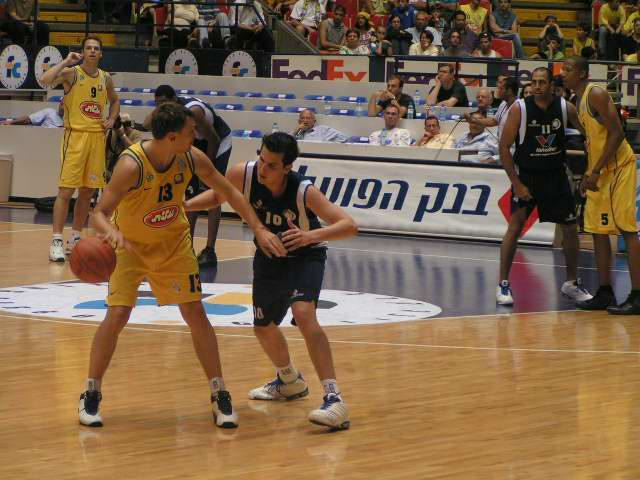
Šarūnas Jasikevičius jouant pour le Maccabi Tel-Aviv.

### Carrière de joueur (1994-2014)
Parti très jeune aux États-Unis, il suit le cursus normal américain : lycée dans l'État de Pennsylvanie puis les Terrapins de l'université du Maryland. Non drafté, il retourne en Lituanie puis en Slovénie. Il rejoint le FC Barcelone avec lequel il gagne l'Euroligue en 2003 et le titre de champion de la Liga ACB.
Il part ensuite au Maccabi Tel-Aviv pour la saison 2003-2004. L'Euroligue est l'objectif du club, le Final Four se déroulant à Tel-Aviv. Après une qualification inespérée lors du dernier match du Top 16, il est l'un des artisans principal de la victoire sur le CSKA Moscou puis sur le Skipper Bologne en finale. 
L'année suivante, il remporte sa troisième victoire consécutive en Euroligue en triomphant à Moscou du Tau Vitoria. Il termine également MVP de ce Final Four.
Courtisé par la NBA, il signe finalement durant l'intersaison 2005 aux Pacers de l'Indiana un contrat d'une durée de trois ans, refusant des offres plus lucratives (notamment de la part du Jazz de l'Utah) pour rejoindre un prétendant au titre.
Il n'arrive toutefois pas à s'imposer dans la ligue américaine : après avoir évolué chez les Pacers, il espère se relancer en rejoignant la franchise des Warriors de Golden State. Finalement, son temps de jeu, seulement 18 minutes de moyenne en carrière NBA, et son rôle qui ne lui permet pas de briller, 6,8 points et 2,9 passes, le décident à retourner en Europe. Laissé libre par Golden State, il signe finalement au Panathinaïkos, champion d'Europe en titre qui a signé également le Grec Vasílios Spanoúlis, lui aussi de retour de NBA.
Avec un effectif où les joueurs majeurs ont été conservés, et avec l'apport de ces joueurs, le club grec se présente comme le grand favori pour l'Euroligue 2007-2008. Son parcours lors du Top 16 est laborieux et le Panathinaïkos est éliminé lors de la dernière journée de ce tour lors d'un dernier match décisif sur le terrain du KK Partizan Belgrade.
Dans le même temps, il conduit l'équipe de Lituanie, remportant la médaille de bronze aux Jeux olympiques d'été de 2000 et surtout la médaille d'or aux championnats d'Europe des nations en 2003 en étant élu meilleur joueur du tournoi. Lors du tournoi olympique d'Athènes, il est l'un des principaux artisans à la victoire de sa sélection nationale face aux États-Unis lors des matchs de poule. La Lituanie échoue à la quatrième place après une défaite face l'Italie en demi-finale puis face aux États-Unis pour la troisième place.
Jasikevičius ne dispute pas les compétitions avec sa sélection nationale durant les deux années suivantes. Il retrouve ensuite la Lituanie pour le championnat d'Europe 2007 en Espagne. La Lituanie échoue en demi-finale face à la Russie avant de remporter le bronze face à la Grèce.
Il est porte-drapeau de la Lituanie lors des Jeux olympiques d'été de 2008.
En septembre 2013, il signe un contrat d'un an avec le Žalgiris Kaunas.

### Carrière d'entraîneur (depuis 2014)
En août 2014, Jasikevičius annonce la fin de sa carrière de joueur et devient entraîneur adjoint du Žalgiris.
En janvier 2016, Gintaras Krapikas est limogé de son poste d'entraîneur du Žalgiris et remplacé dans un premier temps à titre intérimaire par Jasikevičius. Quelques jours plus tard, Jasikevičius est titularisé et signe un contrat jusqu'en 2018. En juin 2017, le Žalgiris conserve son titre de champion de Lituanie et Jasikevičius signe un nouveau contrat de deux ans (2017-2019) avec le club. Lors de l'Euroligue 2017-2018, Jasikevičius emmène une équipe à l'effectif modeste, comparé à ses adversaires, jusqu'au Final Four de l'Euroligue où l'équipe finit à la 3e place.
Le 2 juillet 2020, il devient entraîneur du FC Barcelone où il succède à Svetislav Pešić. Il signe un contrat pour trois saisons. Barcelone atteint la finale de l'Euroligue 2020-2021 mais est battu en finale par les Turcs de l'Anadolu Efes. L'équipe remporte le championnat d'Espagne en juin 2021.
En décembre 2023, il devient l'entraîneur du Fenerbahçe SK et succède à Dimítris Itoúdis.

## Clubs successifs

### Joueur
- 1994-1998 :  Université du Maryland (NCAA)
- 1998-1999 :  Lietuvos rytas (LKL)
- 1999-2000 :  KK Olimpija Ljubljana (UPC Telemach Liga)
- 2000-2003 :  FC Barcelone (Liga ACB)
- 2003-2005 :  Maccabi Tel-Aviv (Ligat Winner)
- 2005-2007 :  Pacers de l'Indiana (NBA)
- 2007 :  Warriors de Golden State (NBA)
- 2007-2010 :  Panathinaïkos (ESAKE)
- 2010-2011 :  Lietuvos rytas (LKL)
- 2011 :  Fenerbahçe Ülkerspor (Süper Ligi)
- 2011-2012 :  Panathinaïkos (ESAKE)
- 2012-2013 :  FC Barcelone (Liga ACB)
- 2013-2014 :  Žalgiris Kaunas (LKL)

### Entraîneur
- 2014-2020 :  Žalgiris Kaunas
- 2020-2023 :  FC Barcelone
- depuis 2023 :  Fenerbahçe SK

## Palmarès

### Comme joueur
Sélections nationales 
- Médaille de bronze aux Jeux olympiques d'été de 2000 à Sydney
- Champion d'Europe en 2003
- Médaille de bronze au Championnat d'Europe 2007

 Compétitions internationales 
- Euroligue
  - Vainqueur avec le Maccabi Tel-Aviv en 2004 et 2005
  - Vainqueur avec le FC Barcelone en 2003
  - Vainqueur avec le Panathinaïkos en 2009

 Compétition nationales 
- Vainqueur de la Coupe de Slovénie : 2000
- Champion d'Espagne : 2001 et 2003
- Vainqueur de la Coupe d'Espagne : 2001, 2003 et 2013
- Champion d'Israël : 2004 et 2005
- Vainqueur de la Coupe d'Israël : 2004 et 2005
- Champion de Turquie : 2011
- Champion de Grèce : 2008, 2009 et 2010
- Vainqueur de la Coupe de Grèce : 2008 et 2009

### Comme entraîneur
- Champion d'Espagne 2021, 2023
- Vainqueur de la Coupe du Roi 2021 et 2022
- Champion de Lituanie 2015, 2016, 2017, 2018, 2019, 2020
- Vainqueur de la Coupe de Lituanie 2015, 2017, 2018
- Vainqueur de l'Euroligue 2025
- Champion de Turquie  2024 et 2025
- Vainqueur de la Coupe de Turquie 2024, 2025

## Distinctions personnelles
- Meilleur joueur du championnat d’Europe 2003
- Meilleur joueur du Final Four de l'Euroligue 2004-2005
- Membre de l'équipe type (All-Euroleague First Team) de l'Euroligue 2003-2004 et 2004-2005[13]
- Membre de l'équipe type Euroleague All-Decade Team de la décennie 2001-2010 en Euroligue[14].